# Krystyna Lech
Krystyna Lech (ur. 1 maja 1953) – polska lekkoatletka specjalizująca się w biegach średniodystansowych, medalistka mistrzostw Europy juniorek (1970) i mistrzostw Polski seniorek.

## Kariera sportowa
Była zawodniczką Górnika Zabrze i Piasta Gliwice.
Na mistrzostwach Polski seniorek na otwartym stadionie zdobyła dwa medale na 800 metrów - srebrny w 1973 i brązowy w (1974. Na tym samym dystansie zdobyła także srebrny medal halowych mistrzostw Polski seniorek w 1973.
Reprezentowała Polskę na mistrzostwach Europy juniorów w 1970, gdzie w sztafecie 4 x 400 metrów zdobyła srebrny medal (z Anielą Szubert, Danutą Gąską i Bożeną Zientarską), a w biegu na 800 metrów odpadła w eliminacjach, z wynikiem 2:18,7. 
Rekordy życiowe:
- 400 m – 55,0 (25.08.1974)
- 800 m – 2:05,7 (19.07.1974)
- 1500 m – 4:19,9 (20.07.1974)